# Xyris blanchetiana
Xyris blanchetiana är en gräsväxtart som beskrevs av Gustaf Oskar Andersson Malme. Xyris blanchetiana ingår i släktet Xyris och familjen Xyridaceae. Inga underarter finns listade i Catalogue of Life.